# Цриевич, Илия
Илия Цриевич (хорв.  Ilija Crijević, лат. Aelius Lampridius Cervinus, итал.  Elio Lampridio Cerva, 1463, Дубровник — 15 сентября 1520, там же) — хорватский поэт и прозаик, писал на латыни и далматинском языке.

## Биография
Принадлежал к старинному и знатному рагузскому роду. Ещё ребёнком приехал в Рим вместе с дядей, посланным ко двору папы Сикста IV. В дальнейшем ощущал себя потомком великого Рима и не пользовался сербохорватским языком как скифским, предпочитал итальянский или латинский вариант своего имени. В 1483—1485 входил в круг гуманиста Помпония Лета («Римскую академию»), изучал античную драму, написал сочинения о Вергилии, о комедиях Плавта. В 1490 вернулся на родину. Участвовал в государственных делах республики, преподавал, но после смерти жены в 1512 удалился на остров Омбла, где и прожил до самой кончины.

## Труды
Автор од (среди которых — Ода Дубровнику), элегий, эпиграмм, любовных стихотворений, в которых ориентировался на Катулла. Опубликовал латинский энциклопедический Лексикон (1480). Латинская эпическая поэма о турецком нашествии на Рагузу «Сказание об Эпидавре» (Эпидавр — латинское название Цавтата, Старой Рагузы) осталась незавершенной.